# Silveiros
Silveiros ist ein Ort und eine ehemalige Gemeinde (Freguesia) im nordportugiesischen Kreis Barcelos. Die Gemeinde hatte 1185 Einwohner (Stand 30. Juni 2011).
Im Zuge der Gebietsreform am 29. September 2013 wurden die Gemeinden Silveiros und Rio Covo (Santa Eulália) zur neuen Gemeinde União das Freguesias de Silveiros e Rio Covo (Santa Eulália) zusammengefasst. Silveiros ist Sitz dieser neu gebildeten Gemeinde.